# Табличная вёрстка
Табличная вёрстка — условное название метода вёрстки веб-документов, при котором в качестве структурной основы для расположения текстовых и графических элементов документа используются таблицы (то есть HTML-тег <table>).
Метод получил широкое распространение во времена, предшествовавшие появлению стандарта CSS, так как на тот момент не было другой простой возможности точно расположить элементы на странице. Таблицы же, за счёт того, что автоматически изменяют свой размер в соответствии с содержимым, а также за счёт возможности, напротив, задать точные размеры той или иной ячейки, позволяют быстро и удобно расставить иллюстрации к тексту или совместить несколько частей коллажа в одно большое изображение. Кроме того, таблицы в HTML могут быть вложенными, что позволяет создавать целые иерархии таблиц, что было очень удобно при вёрстке сложных страниц, отдельные элементы которых должны были бы сохранять своё положение и размер на экране вне зависимости от размера окна браузера, тогда как другие элементы, напротив, должны были изменяться в размерах и/или изменять своё местоположение относительно остальных объектов документа.
Некоторые полагают, что табличная вёрстка нарушает основную идею создания языков разметки — визуальное отображение документа должно автоматически получаться из логической разметки и не зависеть от его непосредственного содержания. Иными словами, использовать таблицы следует только для отображения табличных данных: статистик, расписаний, сравнительных характеристик и т.п., а для расположения элементов документа следует использовать CSS.
До появления CSS оформление веб-страниц осуществлялось непосредственно внутри содержимого документа (табличная вёрстка). Однако с появлением CSS стало возможным принципиальное разделение содержания и представления документа (блочная вёрстка). За счёт этого нововведения стало возможным лёгкое применение единого стиля оформления для массы схожих документов, а также быстрое изменение этого оформления.
Сразу следует оговорить, что спор вокруг таблиц происходит только в том случае, когда они используются для вёрстки. Если дело касается хранения табличных данных, то не возникает сомнений, что таблицы именно для этой цели и предназначены.